# Academia Politécnica do Porto
A Academia Politécnica do Porto localizava-se na cidade e concelho do Porto, distrito do Porto em Portugal. Tendo existido de 1836 a 1911, foi um estabelecimento de ensino superior técnico criado pelo governo de Passos Manuel, com o "fim de plantar no país as ciências industriais". A sua localização na cidade do Porto foi justificada considerando que "a populosa e rica cidade do Porto é a localidade mais apropriada pelo seu extenso comércio e outras muitas circunstâncias".
A instituição sucedeu à Academia Real de Marinha e Comércio e foi precursora das atuais Faculdade de Ciências e Faculdade de Engenharia da Universidade do Porto, instituição criada em 1911.

## História
A instituição foi criada por decreto de 13 de janeiro de 1837, em substituição à Academia Real de Marinha e Comércio, extinta pelo mesmo decreto.
Não estando dotada das instalações necessárias, nem sendo de imediato criadas as cadeiras, isto é os lugares docentes, de que carecia, a Academia Politécnica do Porto teve um arranque lento e difícil. Também não foi alheio a estas dificuldades o não se querer admitir que a nova instituição tivesse um carácter universitário, privilégio então exclusivo da Universidade de Coimbra.
A sobrevivência da instituição passou bastas vezes pelo concurso do Município do Porto e de outras instituições portuenses, particularmente para resolver a crónica inadequação das instalações, já o que o edifício próprio só muito mais tarde se materializou.
O ensino que ministrava foi evoluindo ao longo dos anos, sendo reformulado por diversas vezes, num processo em que o Conselho Académico da instituição foi em geral liderante. A última grande reforma do ensino implantada na Academia Politécnica do Porto foi decretada em 1885, e revista em 1893, 1895 e 1897, ano em que surgiu pela primeira vez no país o ensino da Electrotecnia, incluída na cadeira de Tecnologia Industrial do curso de Engenheiros Civis Industriais.
Com a criação em 1911 da Universidade do Porto, uma das primeiras grandes reformas da Primeira República Portuguesa, a Academia Politécnica do Porto ficou anexa à nova instituição, constituindo, na sua maior parte, a Escola de Engenharia anexa à Faculdade de Ciências da nova Universidade, sendo dela totalmente separada (como Faculdade Técnica e Faculdade de Engenharia, sucessivamente) em 1915 e 1926.